# Euphorbia sclerocyathium
Euphorbia sclerocyathium är en törelväxtart som beskrevs av Evgenii Petrovich Korovin och Mikhail Grigoríevič Popov. Euphorbia sclerocyathium ingår i släktet törlar, och familjen törelväxter. Inga underarter finns listade i Catalogue of Life.